# 尼斯拉蒙特湖
50°08′40″N 5°40′07″E / 50.1445°N 5.6685°E

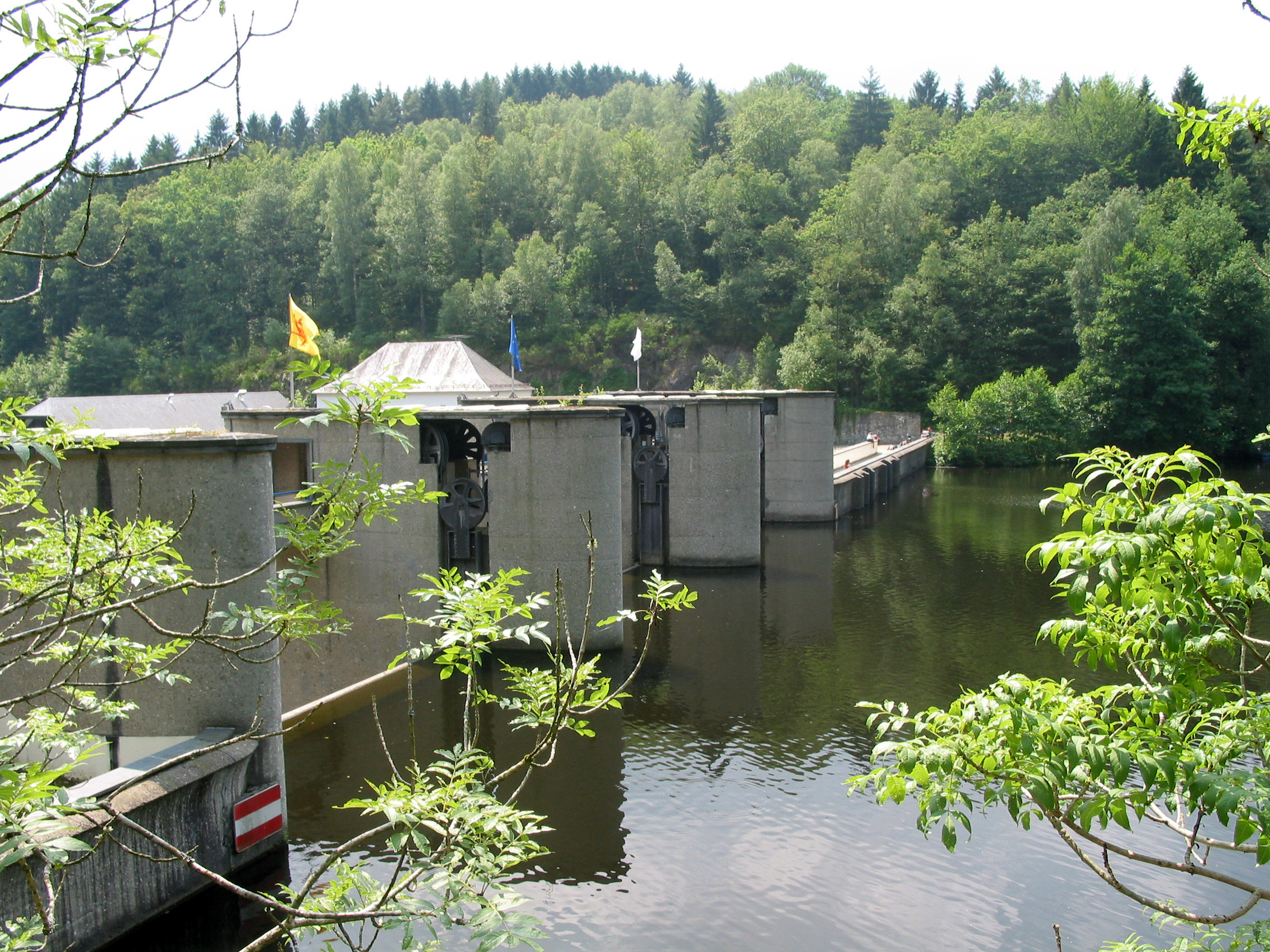

尼斯拉蒙特湖是比利時的湖泊，位於烏爾特河上，由盧森堡省負責管轄，始建於1950年，長4公里、寬0.1公里，面積0.47平方公里，海拔高度285米，蓄水量300萬立方米。

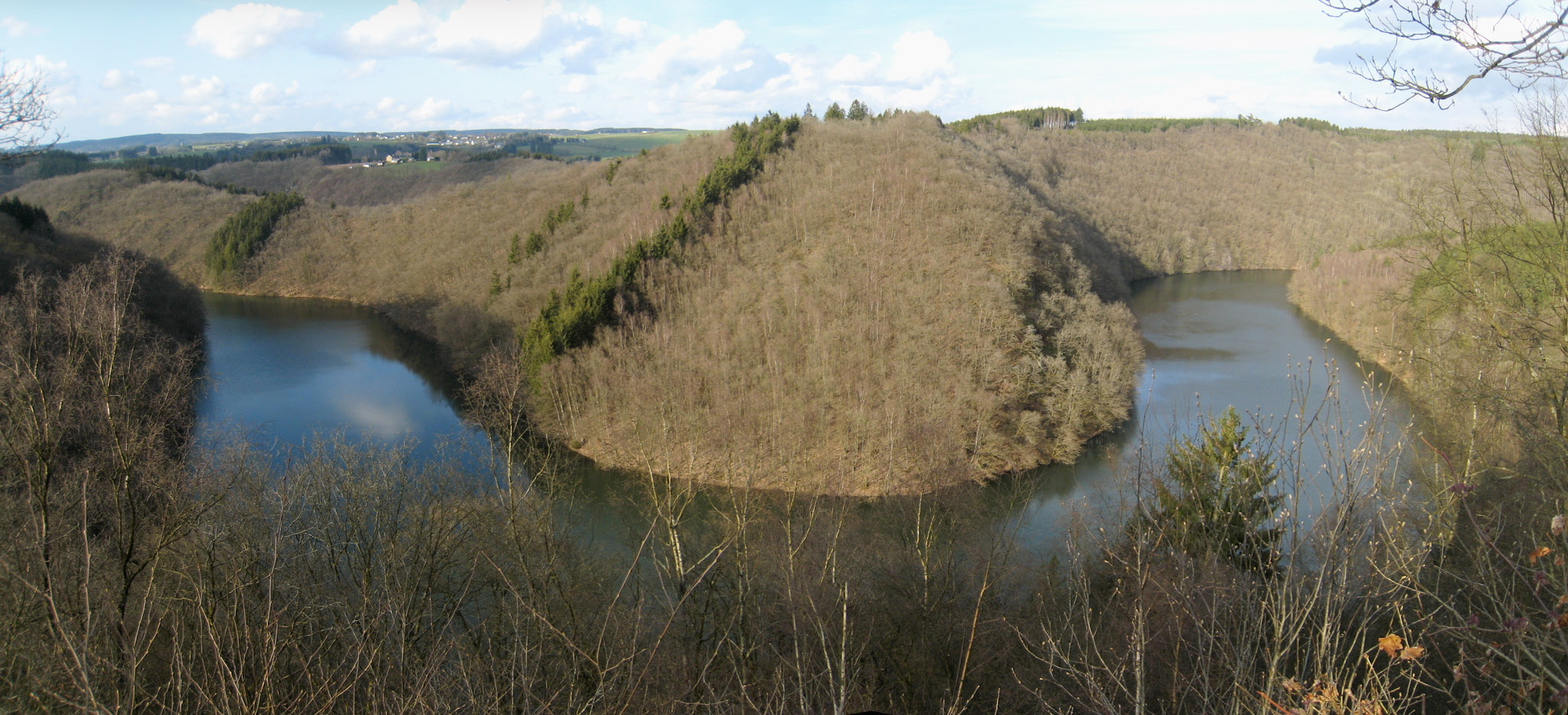